# کنجی اکوان
کنجی اکوان (به ژاپنی: 榮久庵 憲司)؛ (زادۀ ۱۱ سپتامبر ۱۹۲۹ میلادی – درگذشتۀ ۸ فوریهٔ ۲۰۱۵ میلادی) یک طراح صنعتی اهل ژاپن بود که بیشتر به خاطر خلق طرح بطری سس سویای کیکومن شهرت داشت.

## زندگینامه
اکوان که در ۱۱ سپتامبر ۱۹۲۹ میلادی در توکیو به دنیا آمد، دوران جوانی خود را در هاوایی گذراند. در پایان جنگ جهانی دوم به هیروشیما نقل مکان کرد و در آنجا شاهد بمباران اتمی شهر بود که در آن خواهر و پدرش که یک کشیش بودایی بود را از دست داد. او گفت که ویرانی، انگیزۀ او برای تبدیل شدن به «خالق چیزها» بود. بعداً در دانشگاه ملی هنرهای زیبا و موسیقی توکیو (دانشگاه هنرهای امروزی توکیو) تحصیل کرد. در سال ۱۹۵۷ میلادی، او آزمایشگاه طراحی صنعتی (به ژاپنی: ＧＫインダストリアルデザイン研究所) را تأسیس کرد. «جی‌کی» مخفف «گروه کویکه» بود، همان‌طور که کویکه نام دانشیار دانشگاه بود.
در سال ۱۹۷۰ میلادی، او رئیس انجمن طراحان صنعتی ژاپن شد و پنج سال بعد به عنوان رئیس شورای بین‌المللی انجمن‌های طراحی صنعتی انتخاب شد.
در طول زندگی خود به عنوان رئیس مؤسسۀ طراحی ژاپن، رئیس دانشگاه هنر و فرهنگ شیزوئوکا و متولی دانشکدۀ طراحی مرکز هنر بود.
اکوان در ۸ فوریه ۲۰۱۵ میلادی در بیمارستان توکیو در سن ۸۵ سالگی درگذشت.

## آثار برگزیده
محصولاتی که اکوان بر طراحی آنها نظارت داشت شامل موارد زیر بود.
- بطری سس سویای کیکومن، ۱۹۶۱ میلادی[۶]
- موتورسیکلت یاماها وی‌مکس، ۲۰۰۸ میلادی[۶]

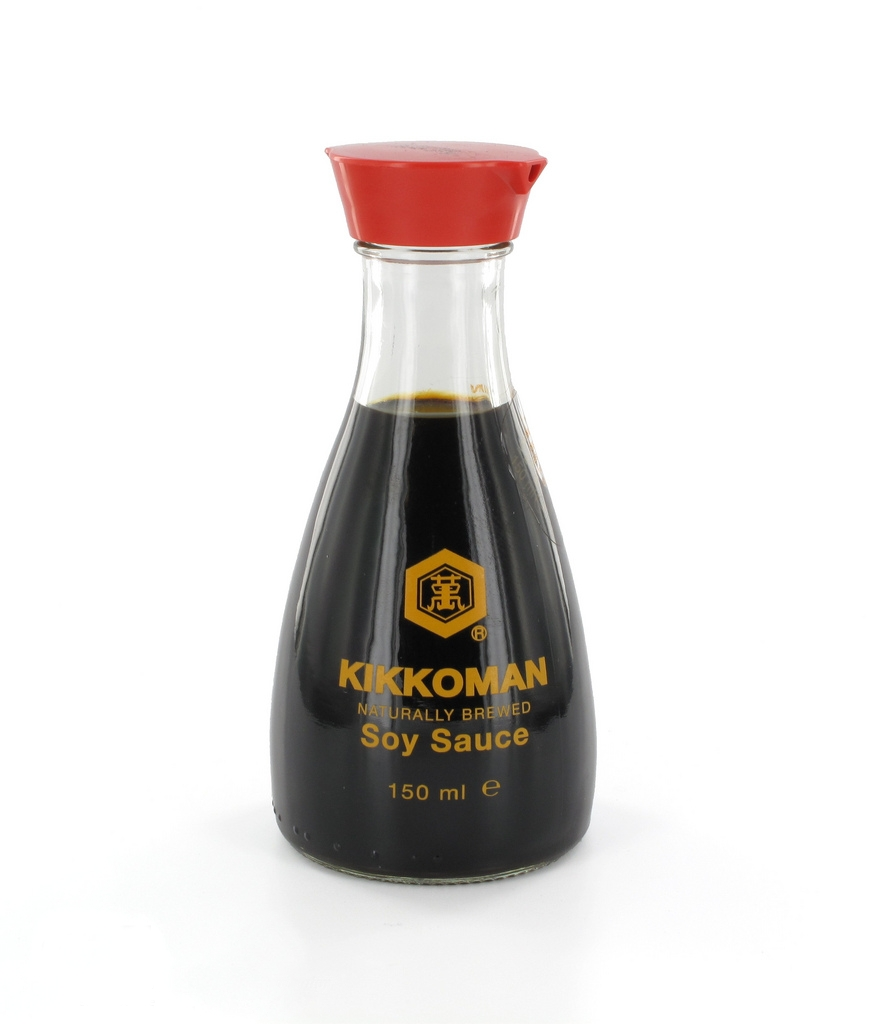
بطری سس سویای کیکومن
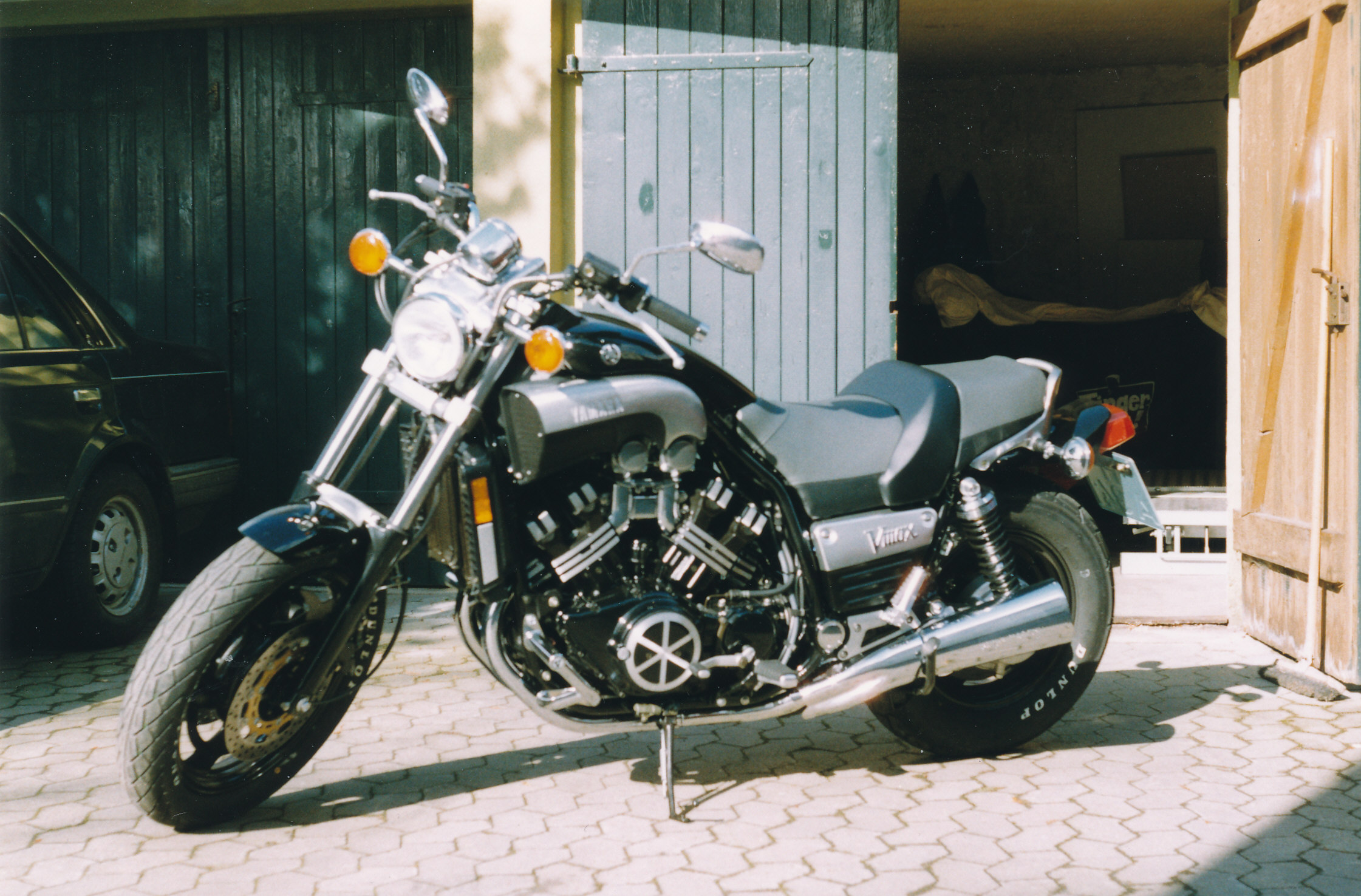
یاماها وی‌مکس

### وسایل نقلیه راه‌آهن
- سری ۲۵۳ قطار سریع‌السیر ناریتا، ۱۹۹۱ میلادی[۶]
- سری ای۳ قطار شینکانسن کوماچی، ۱۹۹۷ میلادی[۶]
- سری ای۲۵۹ قطار سریع‌السیر ناریتا، ۲۰۰۹ میلادی[۶]
- سری ای۲۳۳[نیازمند منبع]

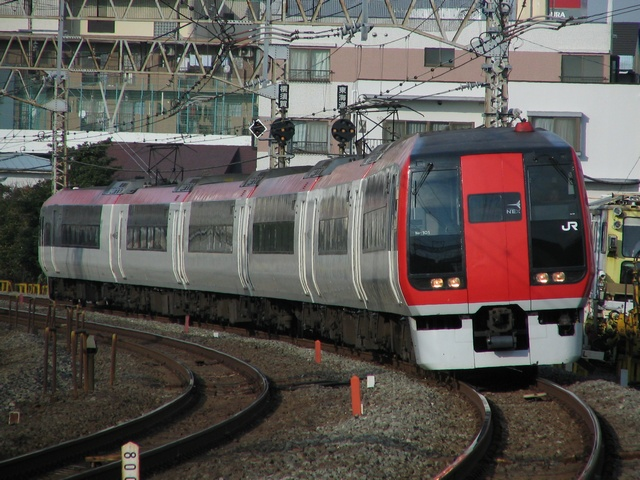
سریع‌السیر ناریتا سری ۲۵۳
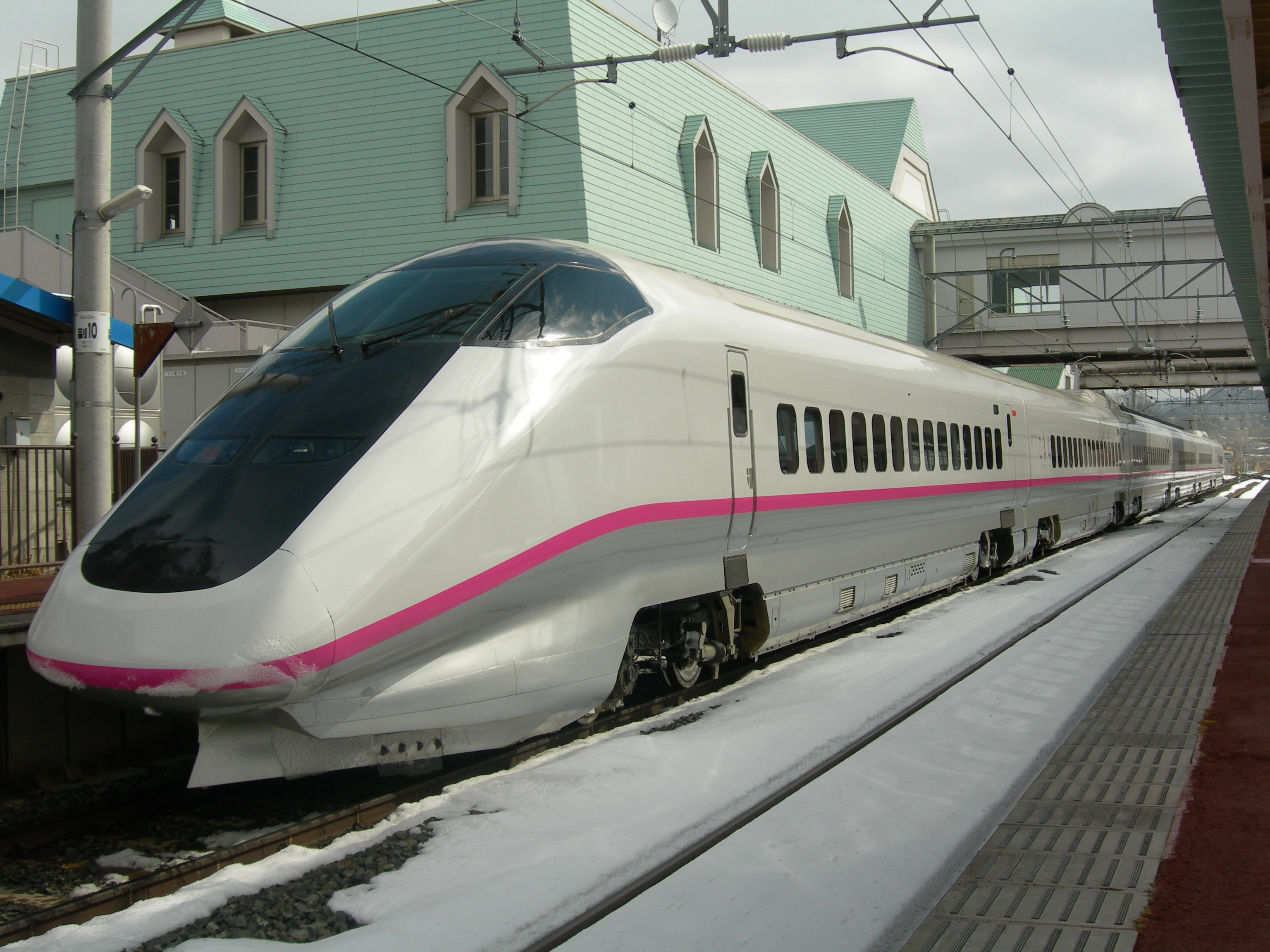
سری ای۳ شینکانسن
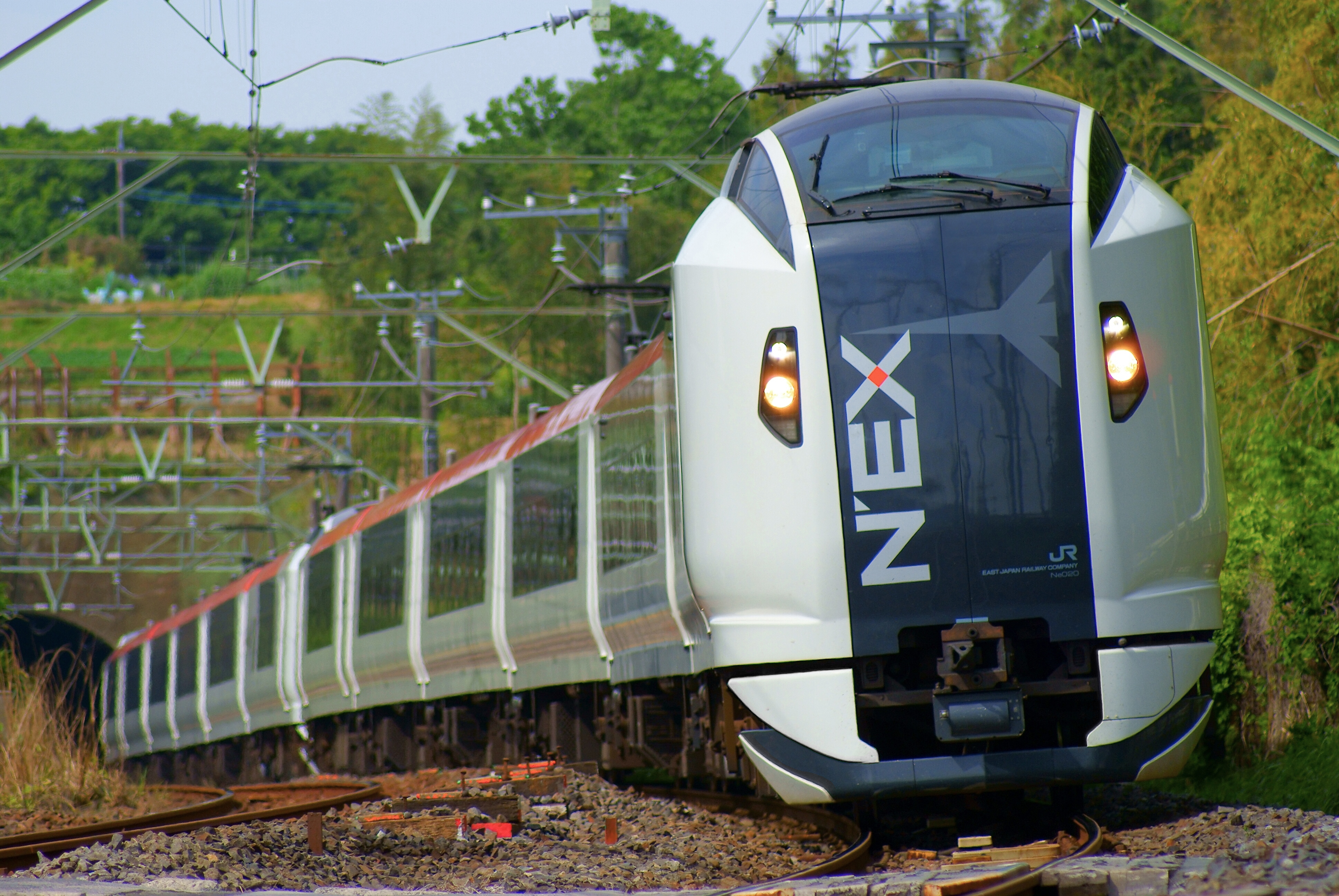
سریع‌السیر ناریتا سری ای۲۵۹

### لوگوها
- لوگوی دولت متروپولیتن توکیو، ۱۹۸۹ میلادی.
- لوگوی فروشگاه رفاه مینی‌استاپ.[۷]
- لوگوی انجمن مسابقات اتومبیلرانی ژاپن.[۸]

لوگوی دولت متروپولیتن توکیو
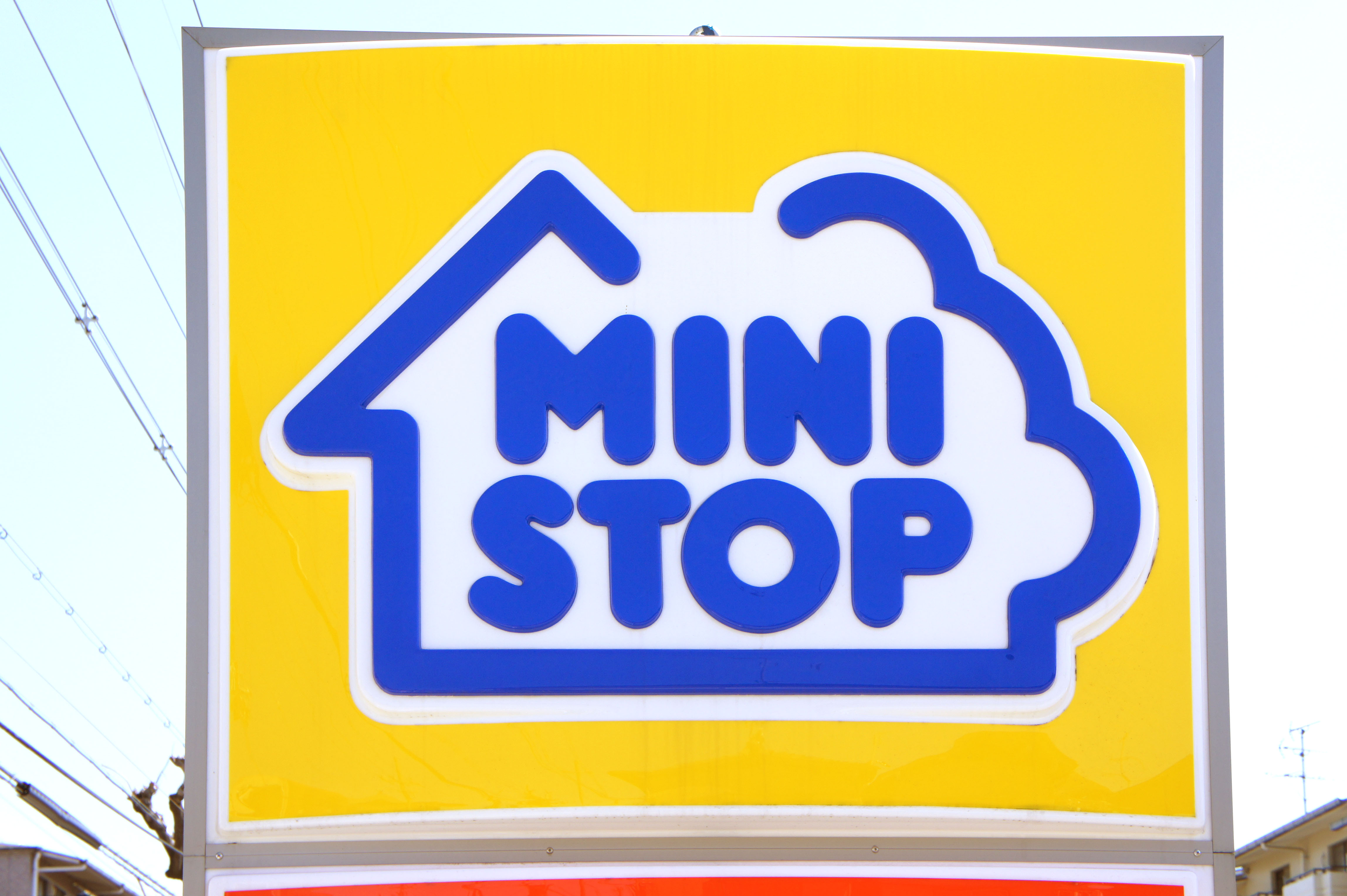
لوگوی فروشگاه مینی‌استاپ
لوگوی انجمن مسابقات اتومبیلرانی ژاپن

او همچنین به عنوان تولیدکنندهٔ -مشترک برای نمایشگاه طراحی جهانی ۱۹۸۹ میلادی که در ناگویا برگزار شد، خدمت کرد.[۹]

## افتخارات و جوایز
- ۱۹۷۹ میلادی: جایزۀ بزرگ کالین کینگ – شورای بین‌المللی انجمن‌های طراحی صنعتی.[۹]
- ۱۹۹۵ میلادی: جوایز سِر میشا بلک.[۱۰]
- ۱۹۹۷ میلادی: نشان هنر و ادب – وزیر فرهنگ فرانسه.[۵]
- ۲۰۰۰ میلادی: نشان خورشید فروزان، پرتوهای طلایی با گل.[۹]
- ۲۰۰۳ میلادی: جایزه طراح لاکی استرایک – بنیاد ریموند لووی.[۱۱]
- ۲۰۰۴ میلادی: فرمانده در نشان شیر فنلاند.[۱۲]
- ۲۰۱۴ میلادی: پرگار طلا برای یک عمر دستاورد – انجمن طراحی صنعتی.[۱۳]

## کتاب‌های منتشر شده
- «زیبایی‌شناسی جعبۀ ناهار ژاپنی»، کنجی اکوان (۱ مارس ۱۹۹۸ میلادی)؛ شرکت انتشارات دایان. شابک: ۹۷۸-۰-۷۵۶۷-۷۶۲۰-۶.